# Aspidytes wrasei
Aspidytes wrasei is een keversoort uit de familie Aspidytidae. De wetenschappelijke naam van de soort is voor het eerst geldig gepubliceerd in 2003 door Balke, Ribera & Beutel.